# ماري كارولين النمساوية (ملكة ساكسونيا)
أرشيدوقة ماري كارولين من النمسا (بالألمانية: Karoline Ferdinande von Österreich)‏ (و. 1801 – 1832 م) هي أرستقراطية نمساوية، ولدت في فيينا، توفيت في درسدن، عن عمر يناهز 31 عاماً، بسبب صرع.